# Thyrinteina unicornis
Thyrinteina unicornis là một loài bướm đêm trong họ Geometridae.